# آندره گوئریرو روخا
آندره گوئریرو روخا (به پرتغالی: André Guerreiro Rocha) مدافع، هافبک اهل برزیل است که در شهر سائوپائولو و در تاریخ ۱۹ اوت ۱۹۸۴ به دنیا آمده‌است.
آندره گوئیررو روخا در تیم‌های فوتبال Independente سابقهٔ حضور دارد.